# Sexcles
Sexcles – miejscowość i gmina we Francji, w regionie Nowa Akwitania, w departamencie Corrèze.
Według danych na rok 1990 gminę zamieszkiwało 257 osób, a gęstość zaludnienia wynosiła 10 osób/km² (wśród 747 gmin Limousin Sexcles plasuje się na 384. miejscu pod względem liczby ludności, natomiast pod względem powierzchni na miejscu 225.).